# Bo Jansson
Bo Jansson (ur. 4 lipca 1950 w Eskilstunie) – szwedzki żużlowiec, brat Tommy'ego Janssona – również żużlowca.
Złoty medalista młodzieżowych indywidualnych mistrzostw Szwecji (Sztokholm 1975). Czterokrotny medalista drużynowych mistrzostw Szwecji: dwukrotnie złoty (1973, 1977), srebrny (1975) oraz brązowy (1978). Brązowy medalista drużynowych mistrzostw Wielkiej Brytanii (1977).
Reprezentant Szwecji na arenie międzynarodowej. Dwukrotny uczestnik szwedzkich eliminacji indywidualnych mistrzostw świata.
W lidze szwedzkiej reprezentował barwy klubu Smederna Eskilstuna (1973–1979), natomiast w brytyjskiej – Reading Racers (1977).